# 피레트 라우리마
피레트 라우리마(에스토니아어: Piret Laurimaa, 1971년 11월 3일 ~ )는 에스토니아의 배우이다.